# Бетлегем Тауншип (округ Нортемптон, Пенсільванія)
Бетлегем Тауншип (англ. Bethlehem Township) — селище (англ. township) в США, в окрузі Нортгемптон штату Пенсільванія. Населення — 25 868 осіб (2020).

## Демографія
Згідно з переписом 2010 року, у селищі мешкало 23 730 осіб у 8777 домогосподарствах у складі 6598 родин. Було 9031 помешкання
Расовий склад населення:
| - 86,7 % — білих - 4,7 % — чорних або афроамериканців - 4,4 % — азіатів - 0,2 % — корінних американців - 0,1 % — вихідців з тихоокеанських островів - 2,2 % — осіб інших рас |

До двох чи більше рас належало 1,8 %. Частка іспаномовних становила 7,9 % від усіх жителів.
За віковим діапазоном населення розподілялося таким чином: 22,4 % — особи молодші 18 років, 61,3 % — особи у віці 18—64 років, 16,3 % — особи у віці 65 років та старші. Медіана віку мешканця становила 43,9 року. На 100 осіб жіночої статі у селищі припадало 94,0 чоловіків;  на 100 жінок у віці від 18 років та старших — 91,0 чоловіків також старших 18 років.
Середній дохід на одне домашнє господарство  становив 97 259 доларів США (медіана — 76 289), а середній дохід на одну сім'ю — 107 298 доларів (медіана — 91 010). Медіана доходів становила 63 081 долар для чоловіків та 46 338 доларів для жінок. За межею бідності перебувало 3,2 % осіб, у тому числі 4,5 % дітей у віці до 18 років та 2,5 % осіб у віці 65 років та старших.
Цивільне працевлаштоване населення становило 12 242 особи. Основні галузі зайнятості: освіта, охорона здоров'я та соціальна допомога — 27,0 %, виробництво — 12,5 %, роздрібна торгівля — 10,6 %, науковці, спеціалісти, менеджери — 10,6 %.